# Орден Почесного легіону

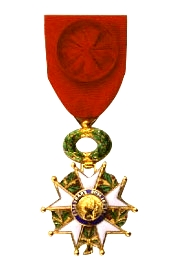
Орден Почесного легіону

О́рден Поче́сного легіо́ну (фр. Ordre national de la Légion d'honneur) — найвища нагорода у Франції, яку присуджує президент республіки за військові або цивільні заслуги (найвища нагорода за цивільні заслуги). Легіон засновано 19 травня 1802. Декретом Наполеона Бонапарта від 14 липня 1804 «Про відзнаки членів Почесного Легіону» встановлено орден Легіону. Девіз ордена — Honneur et patrie («Честь і Вітчизна»). Його резиденція — Палац Почесного легіону на лівому березі Сени в Парижі.
Згідно з кодексом Почесного легіону і військової медалі ця почесна організація має статус і права юридичної особи. Належність до ордена є вищою відзнакою пошани та офіційного визнання особливих заслуг у Франції.
Орден має три ступені й два достоїнства: ступінь Кавалер, ступінь Офіцер, ступінь Командор, достоїнство Великий Офіцер і найвище достоїнство — Великий Хрест.

## Історія заснування
Національний орден (організацію) засновано з наказу Першого Консула Франції Наполеона Бонапарта 19 травня 1802 за прикладом лицарських орденів. Оскільки після Французької революції усі нагороди королівства були скасовані, то вирішено започаткувати новий орден для нагороди як військових, так і цивільних громадян. Ідею нагороди запозичили від римського легіону, де всі члени мали певні звання — легіонер, офіцер, командир — і всі разом нагадували лицарський орден. Орден був поділений на 16 когорт — по регіонах країни. З керівників когорт складалася Велика рада ордена, на чолі якої стояв перший консул — Наполеон.

## Кавалери ордена Почесного легіону, пов'язані з Україною
- Іван Айвазовський
- Орест Білак
- Анна Білінська-Богданович
- Булатович Олександр Ксаверійович
- Чарльз Венчестер Дю-Буше — американський консул в Одесі
- Вернадський Василь Іванович (близько 1802)
- Федір Вовк
- Грабар Петро Миколайович — вчений у галузі хімії, біохімії, імунології, імунохімії. Народився у Києві.
- Борис (Ґудзяк) (1.1.2015) — єпископ УГКЦ у Франції, Швейцарії і країнах Бенілюксу[1]
- Дьяков Іполит Миколайович — київський міський голова з 1906 до 1916 року.
- Оксана Забужко — українська письменниця, феміністська літературознавиця, поетеса, есеїстка, публіцистка, викладачка та політична активістка[2].
- Леопольд фон Захер-Мазох — німецькомовний письменник, творчість якого пов'язана з Галичиною. Народився у Львові.
- Володимир Зеленський — шостий Президент України.
- Анатолій Зленко — український дипломат, перший Міністр закордонних справ України (1990—1994, 2000—2003).
- Готьє Капюсон (1981) — французький віолончеліст.
- Ліна Костенко — українська письменниця, поетеса-шістдесятниця[3].
- Микола Кричевський — український художник, син художника Василя Кричевського.
- Кушнарьов Євген Петрович
- Серж Лифар
- Малиновський Родіон Якович — учасник боїв за Одесу 10 квітня 1944 року
- Дімітріє Мармелюк — примар (голова) міста Чернівці у 1933—1938 році
- Ярослав Окуневський — український громадський і військовий діяч, військовий лікар, письменник, дійсний член НТШ, адмірал флоту Австро-Угорської імперії. Народився в Буковині, помер в Галичині.
- Плієв Ісса Олександрович — учасник боїв за Одесу 10 квітня 1944 року.
- Мирослав Попович
- Порик Василь Васильович
- Ілля Ріпин — видатний український художник.
- Ян Генрик Розен — польський художник, відомий майстер сакрального живопису, працював, зокрема, у Львові.
- Садовничий Віктор Антонович
- Володимир Сальський — український військовий діяч. Полковник генштабу, згодом генерал-хорунжий Армії УНР
- Олег Сенцов — український кінорежисер, сценарист та письменник, громадський активіст[2].
- Тігіпко Сергій Леонідович
- Тьомкін Дмитро Зиновійович
- Удом Євстафій Євстафійович (1818)[4]
- Уточкін Сергій Ісайович
- Федорин Юрій Пилипович (2010) — механік літака полку «Нормандія-Німан»[5]
- Олександр Хоменко — віцеадмірал, голова демобілізаційної комісії Морського міністерства Української Держави.
- Борис Хрещатицький — військовий діяч Російської імперії та Франції, отаман Далекосхідного українського війська Зеленого Клину.